# معتبرسازی (داروسازی)
در صنایع داروسازی، معتبرسازی (به انگلیسی: Validation) یعنی ایجاد مدارک مستند و مستدل به طوری که ثابت کند یک فرایند، دستورالعمل یا فعالیت، به‌طور ثابت و مداوم محصولی با درجه بالائی از تضمین مطابق با خصوصیات کیفی از پیش تعیین شده تولید می‌کند. در صنعت داروسازی، علاوه بر بررسی و تست نهایی محصولات، بسیار مهم است که مطمئن شویم یک فرایند به‌طور مستمر و دایم نتایج مورد نظر را تولید می‌کند. نتایج خروجی مطلوب به صورت مشخصات (specification) مقرر می‌شوند. از این رو ارزیابی (Qualification) سیستم‌ها یا تجهیزات جزوی از فرایند معتبرسازی است. معتبرسازی برای صنایع و شرکت‌های غذایی، دارویی و آژانس‌های قانونگذاری دارویی مانند US FDA و رهنمون‌های (guidelines) جی‌ام‌پی از الزامات است. از آنجایی نیاز به معتبرسازیِ حجم بالایی از فرایندها، شیوه‌نامه‌ها و فعالیت‌ها است، شاخه معتبرسازی به زیرشاخه‌های زیر تقسیم شده‌است:
- معتبرسازی تجهیزات
- معتبرسازی تأسیسات
- معتبرسازی سیستم HVAC
- معتبرسازی فرایند تمیزکاری
- معتبرسازی فرایند
- معتبرسازی روش‌های تحلیل
- معتبرسازی سیستم رایانه

به همین طریق فرایند معتبرسازی سیستم‌ها و تجهیزات خود به چند زیرشاخه تقسیم می‌شود:
- معتبرسازی طراحی (DQ یا Design qualification)
- معتبرسازی اجزا (CQ یا Component qualification)
- معتبرسازی نصب (IQ یا Installation qualification)
- معتبرسازی عملیاتی (OQ یا Operational qualification)
- معتبرسازی کارایی (PQ یا Performance qualification)

## طرح کلان معتبرسازی (Validation master plan)
طرح کلان معتبرسازی (به انگلیسی: Validation Master Plan) سندی است که تشریح می‌کند که یک طرح معتبرسازی چه زمان و به چه صورتی در یک کارخانه (facility) باید اجرا شود. با اینکه اینکار اجباری نیست، اما این سند طرح کلی اصول ارزیابی کارخانه، به همراه نواحی و سیستم‌هایی که باید ارزیابی شوند را مشخص می‌کند و یک برنامه مکتوب برای دستیابی و حفظ کارخانه واجد شرایط با فرایندهای تأیید شده ارائه می‌دهد. این سند بنیان برنامه معتبرسازی بوده و باید شامل معتبرسازی فرایند، ارزیابی و معتبرسازی کارخانه و تأسیسات، ارزیابی تجهیزات، معتبرسازی فرایند تمیزکاری و سیستم رایانه باشد. قوانین معمولاً توقع دارند که اجزای مختلف یک فرایند تولید به خوبی تعریف و کنترل شوند، تا نتایج تولید در طی زمان تغییر قابل توجهی نکند.

## فرایند معتبرسازی

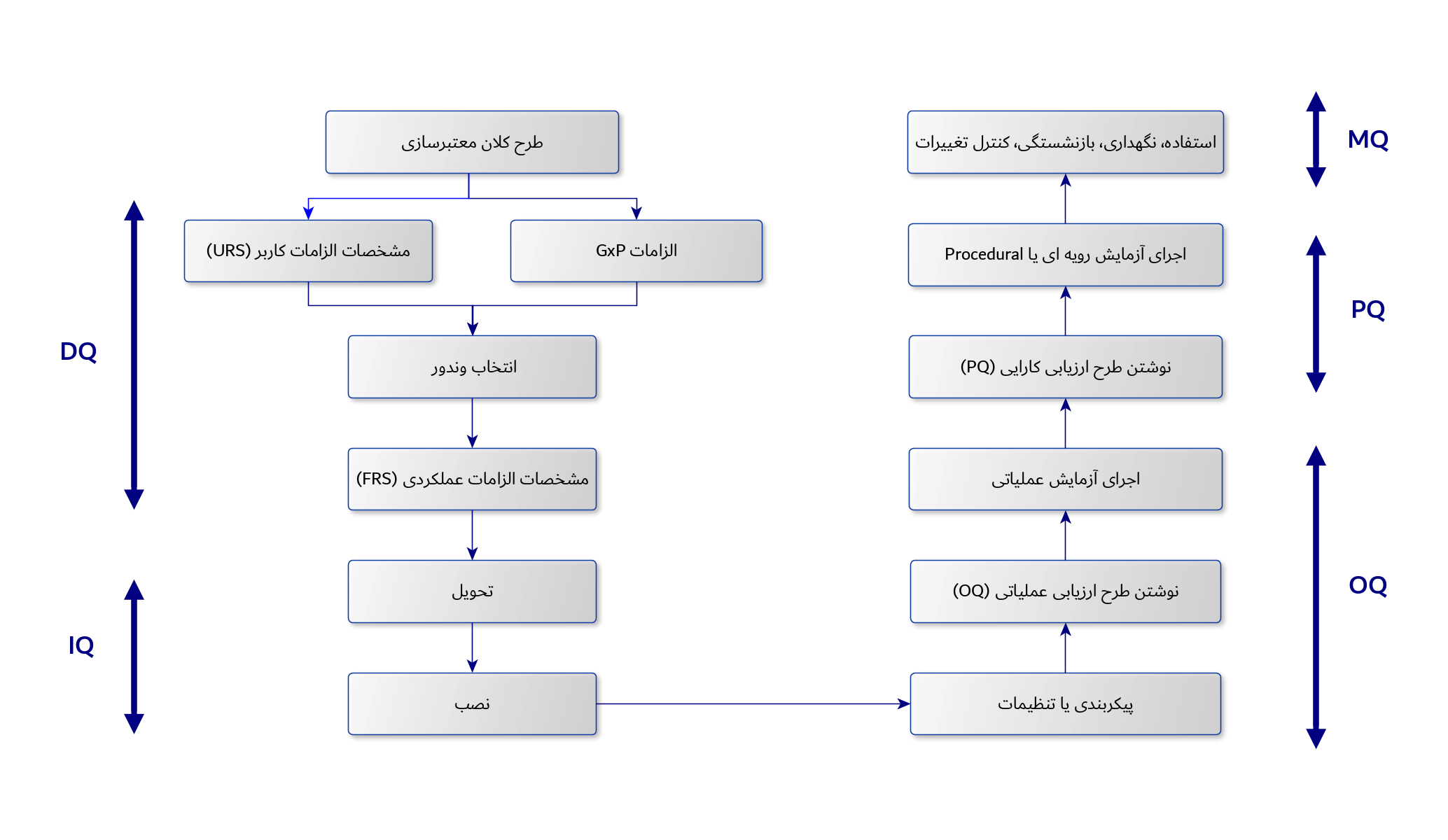
فرایند ارزیابی مرسوم

دامنه معتبرسازی، مرزها و وظایف هر فرایند یا گروهی از فرایندها یا تجهیزات مشابه، باید در یک «طرح معتبرسازی» تأیید و مستند گردند. این اسناد، اصطلاحات و مراجع برای نویسندگان پروتکل سپس برای مشخص کردن دامنه پروتکل‌ها مورد استفاده قرار می‌گیرد. اینکار باید بر اساس یک ارزیابی ریسک معتبرسازی (به انگلیسی: Validation Risk Assessment (VRA)) انجام گیرد، تا اطمینان حاصل شود محدوده معتبرسازی مورد تصویب، نسبت به پیچیدگی و اهمیت تجهیزات یا فرایندهای درحال معتبرسازی مناسب است. ارزیابی (Qualification) شامل موارد زیر می‌باشد:
- ارزیابی طراحی (DQ) - نشان می‌دهد که آیا یک طراحی ارائه شده (یا یک طراحی موجود برای محصولی که قبلاً تولید می‌شده‌است) همه الزاماتی که تعریف شده و در سند "مشخصات الزامات کاربر" یا "(URS) User Requirements Specification"، موجود است را برطرف خواهد کرد یا نه. برطرف کردن موفق الزامات DQ قبل از شروع به ساخت طرح جدیدی که قرار است ارزیابی شود الزامی است.
- ارزیابی نصب (IQ) - نشان می‌دهد که یک فرایند یا تجهیز همه مشخصات تعیین شده را دارد، به درستی نصب شده‌است، و همه اجزا و اسنادی که برای کارکرد پیوسته آن مورد نیاز است موجود بوده و نصب شده‌است.
- ارزیابی عملیاتی (OQ) - نشان می‌دهد که همه عناصر یک فرایند یا دستگاه به درستی کار می‌کنند.
- ارزابی کارایی (PQ) - نشان می‌دهد که یک فرایند یا دستگاه در گذشت زمان همانطوری که مد نظر بوده‌است کار می‌کند.
- ارزیابی اجزاء (CQ) - این اصطلاح تقریباً جدید بوده و در سال ۲۰۰۵ تعریف شده‌است.[۱] این اصطلاح مربوط به ساخت اجزای کمکی (auxiliary components) می‌باشد تا اطمینان حاصل شود که این اجزا مطابق با معیار طراحی صحیح ساخته شده‌اند. این اجزا شامل مواردی از قبیل اجزای بسته‌بندی از قبیل کارتن، بسته‌بندی ارسال، لیبل‌ها و حتی تغییر فاز مواد می‌باشد. همه این اجزا باید به صورت تصادفی و رندوم مورد بازرسی قرار گیرند تا اطمینان حاصل شود که فرایندهای شرکت‌های شخص ثالث به‌طور مستمر محصولی تولید می‌کنند که در دنیای GMP صنایع داروسازی و تولید بیولوژیک کاربرد دارد.

با اینکه این موارد به صورت جداگانه تعریف شده‌است اما ممکن است نیاز باشد در بعضی موارد PQ و OQ به صورت پیوسته و مشترک انجام شود.